# Jiří Bartoloměj Sturz
Jiří Bartoloměj Sturz, rodným jménem Jiří Bartoš, publikující také jako Jiří Bartoš Šturc (v různých pravopisných úpravách) (* 15. prosince 1977, Mladá Boleslav) je český zpěvák, regionální historik, hudební publicista a skladatel, autorsky se věnuje také poezii a próze.

## Životopis
Studoval hudební vědu a historii na filosofických fakultách v Olomouci, Brně a Praze. V roce 2024 absolvoval bakalářské studium na Fakultě přírodovědně-humanitní a pedagogické Technické univerzity v Liberci.
Věnuje se klasickému zpěvu, skladbě a herectví, od roku 2006 je členem opery Divadla F. X. Šaldy v Liberci v pozici zpěváka sboru, dramaturgického pracovníka a lektora. V divadle dosud ztvárnil řadu rolí, většinou výrazných figurek. Přednáší a publikuje ke kulturněhistorickým a regionálním tématům z Pojizeří a Liberecka, zejména se zaměřuje na období raného novověku a kulturu českého baroka.
Je členem několika hudebních těles, např. FRAGIUM16 či Šturckomedianten, autorsky stojí za dílem imaginárního barokního skladatele Ignáce Gahody. Dalším oborem, kterému se věnuje, je divadelní kritika i vlastní literární tvorba. Provozuje otužilecké plavání. V posledních letech je také znám kulturními aktivitami na renesančně-barokním zámku ve Stvolínkách u České Lípy, stál také na počátku jeho renovace.
V komunálních volbách v roce 2018 kandidoval do libereckého zastupitelstva na kandidátce hnutí Starostové pro Liberecký kraj, obdržel 9 861 hlasů a stal se městským zastupitelem. V říjnu 2019 z funkce odstoupil z rodinných důvodů.  Téhož roku se stal předmětem kontroverze v souvislosti se vzděláním historika. V médiích byl chybně uváděn jako magistr  ačkoliv tehdy ještě žádný akademický titul neměl. J. B. Sturz je ženatý a má dvě děti.   